# Tomáš Malec
Tomáš Malec (Trenčín, Eslovaquia, 5 de enero de 1993) es un futbolista eslovaco. Juega de delantero y su equipo actual es el 1.SK Prostejov de la Liga Nacional de Fútbol de la República Checa.

## Selección
| Selección               | Año           | PJ | Goles |
| ----------------------- | ------------- | -- | ----- |
| Selección Sub-19        | 2012          | 2  | 0     |
| Selección Sub-21        | 2013-2015     | 8  | 2     |
| Selección de Eslovaquia | 2017-presente | 2  | 0     |

## Clubes
| Club                      | País            | Año           | PJ | Goles |
| ------------------------- | --------------- | ------------- | -- | ----- |
| FK AS Trenčín             | Eslovaquia      | 2011 - 2014   | 55 | 15    |
| Rosenborg B K. (préstamo) | Noruega         | 2014          | 10 | 4     |
| FK AS Trenčín             | Eslovaquia      | 2015          | 3  | 1     |
| Rosenborg B K. (préstamo) | Noruega         | 2015          | 10 | 2     |
| Sigma Olomouc (préstamo)  | República Checa | 2016          | 19 | 6     |
| LASK Linz                 | Austria         | 2016-2017     | 0  | 0     |
| Lillestrøm SK (préstamo)  | Noruega         | 2016 - 2017   | 24 | 3     |
| Dunajská Streda           | Eslovaquia      | 2017          | 7  | 0     |
| Žalgiris Vilnius          | Lituania        | 2018          | 26 | 8     |
| RFS                       | Letonia         | 2019          | 19 | 6     |
| Vis Pesaro                | Italia          | 2019-2020     | 4  | 0     |
| FK Senica                 | Eslovaquia      | 2020-2021     |    |       |
| GKS Tychy                 | Polonia         | 2021-2023     |    |       |
| 1. SK Prostejov           | República Checa | 2023-presente |    |       |